# Flughafen Puerto Princesa

i7
i11
i13
Der Puerto Princesa International Airport (Filipino Paliparang Pandaigdig ng Puerto Princesa, IATA-Code: PPS, ICAO-Code: RPVP) ist der Flughafen der Stadt Puerto Princesa auf der philippinischen Insel Palawan. Die Flugzeit zur philippinischen Hauptstadt Manila beträgt circa eine Stunde. Der Flughafen wird betrieben von der staatlichen philippinischen Luftfahrtbehörde (Civil Aviation Authority of the Philippines), die ihn bis 2008 als Trunkline Airport (größerer kommerzieller Inlandsflughafen) klassifizierte. Seit 2009 wird er als International Airport klassifiziert. Der Flughafen befindet sich drei Kilometer östlich der Innenstadt Puerto Princesas (Postamt, City Tourist Office), an der Ost-West-Achse, der Rizal Avenue.
Die Passagierzahlen entwickelten sich von 189.412 im Jahre 2001 auf 2.146.350 im Jahr 2018.
Aufgrund des steigenden Verkehrsaufkommens wurde 2012 eine Modernisierung des Flughafens und der Bau eines neuen Terminals geplant. Die neue Passagierhalle wurde im Mai 2017 in Betrieb genommen und kann jährlich zwei Millionen Fluggäste abfertigen.

## Entwicklung der Passagierzahlen
| Jahr | Passagiere |
| ---- | ---------- |
| 2001 | 189.412    |
| 2002 | 147.996    |
| 2003 | 195.975    |
| 2004 | 271.930    |
| 2005 | 267.778    |
| 2006 | 284.110    |
| 2007 | 392.039    |
| 2008 | 481.756    |
| 2009 | 587.753    |
| 2010 | 727.597    |
| 2014 | 1.371.651  |
| 2016 | 1.644.003  |
| 2018 | 2.146.350  |

## Fluggesellschaften
Direktflüge werden von Puerto Princess mit Stand Dezember 2017 zu folgenden Zielen angeboten:
Philippinen
- Clark International: Philippine Airlines
- Mactan-Cebu: Cebu Pacific, Philippine Airlines, Air Asia Philippines (Tochter von AirAsia)
- Cuyo: Air Juan
- Davao: Air Asia Philippines
- Iloilo: Cebu Pacific
- Manila: Cebu Pacific, Philippine Airlines, Air Asia Philippines

Taiwan
- Taipeh: Philippine Airlines

## Militär

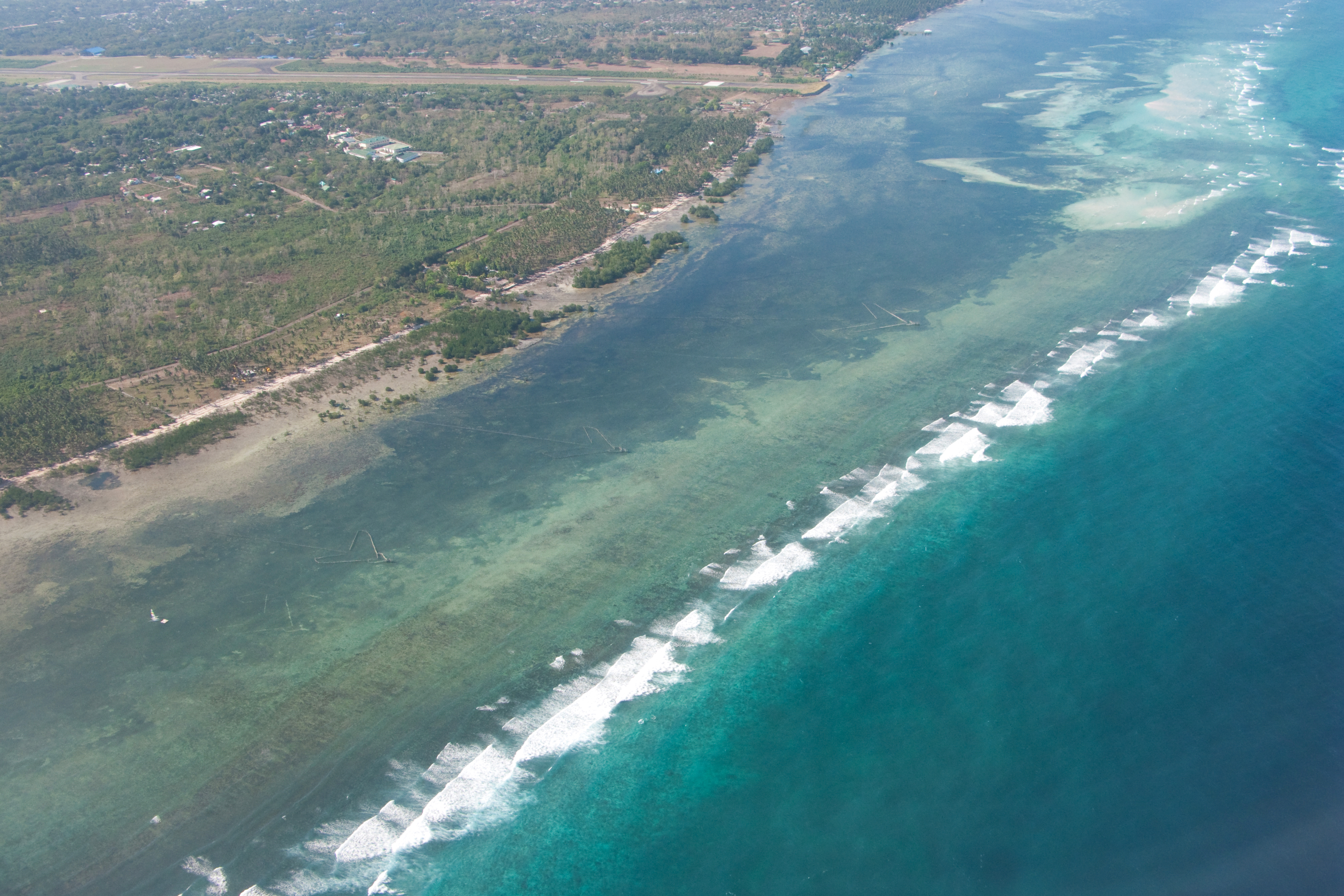
Start- und Landebahn (oben links) der Antonio Bautista Air Base (2009)

Der von US-Streitkräften im Rahmen des EDCA seit 2016 mitbenutzte Militärflugplatz Antonio Bautista Air Base der philippinischen Luftwaffe teilt sich die Start- und Landebahn mit dem Puerto Princesa International Airport.